# Eleoscytalopus
Eleoscytalopus är ett litet fågelsläkte i familjen tapakuler inom ordningen tättingar. Släktet omfattar endast två arter som förekommer i östra och sydöstra Brasilien:
- Vitbröstad tapakul (E. indigoticus)
- Bahiatapakul (E. psychopompus)